# Birger Ruud
Birger Johannes Ruud (ur. 23 sierpnia 1911 w Kongsbergu, zm. 13 czerwca 1998 tamże) – norweski skoczek narciarski i narciarz alpejski, dwukrotny mistrz olimpijski z 1932 i 1936 oraz wicemistrz z 1948 w skokach, pięciokrotny mistrz świata z 1931, 1932, 1935, 1936 i 1937 oraz dwukrotny wicemistrz z 1939 i 1948 w skokach, brązowy medalista mistrzostw świata z 1935 w kombinacji alpejskiej, dwukrotny rekordzista świata w długości skoku, mistrz Stanów Zjednoczonych z 1938, mistrz Norwegii z 1939, zwycięzca międzynarodowych zawodów w Oslo, Planicy i Lahti, reprezentant Norwegii i klubu Kongsberg IF, propagator sportu, trzykrotny olimpijczyk. Brat Sigmunda i Asbjørna. Jeden z najlepszych, najbardziej utytułowanych i najsłynniejszych zawodników w historii skoków narciarskich.
Z racji sukcesów sportowych i silnej charyzmy zdobył wielką popularność w środowisku narciarskim na kontynencie europejskim i w Stanach Zjednoczonych, słynął też z niemal nienagannego stylu skakania. Odznaczony Medalem Holmenkollen (1937) oraz Egebergs Ærespris (1991). Do 2014 był najstarszym zdobywcą indywidualnego medalu igrzysk olimpijskich w skokach narciarskich. Autor książek Skispor krysser verden (1939), Sporene videre (1945, obie z bratem Sigmundem) oraz Den satt! (1993, z Jacobem Vaagem).

## Życie prywatne

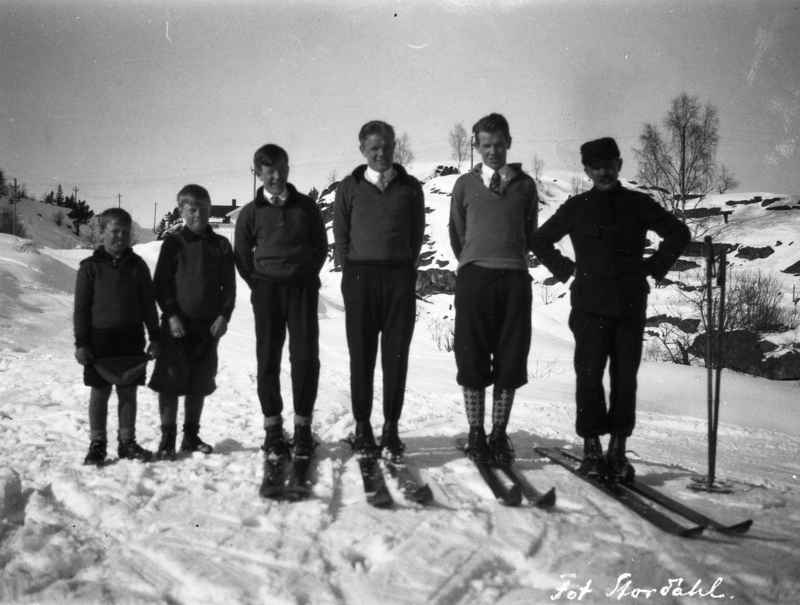
Rodzina Ruudów w 1928; Birger stoi trzeci od lewej

Birger Ruud był synem Nielsa Sigurda Theodora Ruuda (1878–1955) i Mathilde z domu Throndsen (1877–1961), drugim z trójki braci narciarzy, którzy odnosili sukcesy w skokach. Najstarszy Sigmund (1907–1994) miał w dorobku tytuły mistrza (1929) i drugiego wicemistrza świata (1930) oraz wicemistrza olimpijskiego (1928) w tej dyscyplinie, rywalizował też w kombinacji norweskiej i narciarstwie alpejskim. Najmłodszy zaś Asbjørn (1919–1989) zdobył w 1938 złoty medal mistrzostw świata w skokach. To jedyny przypadek w historii, gdy trzej bracia zdobyli tytuł mistrza świata w skokach narciarskich. W latach 1929–1938 Ruudowie wygrali siedem z jedenastu konkursów o mistrzostwo świata lub mistrzostwo olimpijskie. Rodzeństwo niemal całe swe życie spędziło w mieście Kongsbergu w prowincji Buskerud. Byli reprezentantami miejscowego klubu Kongsberg Idrettens Foreningen. Prowadzili też własny sklep sportowy. Braćmi Sigmunda, Birgera i Asbjørna byli ponadto niezwiązani z narciarstwem Tormod (1904–1985), z zawodu dziennikarz, Gunvor (1909–?) oraz Øyvind (1915–?).
Birger po mistrzostwach świata w Niemczech w 1931 pozostał na kontynencie, pracując przez pewien czas w sklepach sportowych w Berlinie, Innsbrucku i Garmisch-Partenkirchen. Później współpracował z norweską firmą Gresvig, a następnie jako kierownik sprzedaży w fabrykach sprzętu narciarskiego w Drammen (od 1938), Kongsbergu, Lommedalen (1979–1985) i jako kurator w parku sportowym w Bærum (1969–1979). Powrócił do Kongsbergu w 1985.
18 grudnia 1937 poślubił Magdę Varlo (1912–2010), która urodziła trójkę dzieci: synów Vebjørna i Pera Birgera (1940–1960) oraz córkę Kari Anne.

## Styl skakania
Ruud występował często w czerwonym swetrze i czapce z literą K (jak Kongsberg) na jednym lub drugim. W drugiej połowie lat 30. rozpowszechnił nową formę skakania, która była kwintesencją stylu aerodynamicznego, polegającego na mocnym wybiciu, spokojnym locie i płynnych ruchach ramion w powietrzu oraz idealnie równym prowadzeniu nart. Zaprezentował on ją w 1936 na olimpiadzie w Garmisch. Po wyjściu z progu załamywał się mocno w biodrach, wykonywał dwa–trzy płynne ruchy rękami wokół poziomej osi rozłożonych ramion, a po osiągnięciu kulminacji lotu wyciągał je przed siebie lekko zgięte w łokciach aż do momentu lądowania. Styl ten nosił nazwę stylu jaskółki. Ruud słynął z równego, estetycznego prowadzenia nart w locie, był czołowym stylistą dyscypliny w latach 30. i 40. Według ustaleń Wojciecha Szatkowskiego jako pierwszy skoczek w historii otrzymał notę 20 punktów (dwie na MŚ w Oberhofie w 1931). Przez długi czas żaden zawodnik nie dostał od sędziów takiej noty.

Szybki przerzut ciała do przodu. Pięknie wyłożona na ścianie powietrza, napięta lekkim łukiem nad nartami, postać skoczka wypłynęła wysoko ponad głowami widzów. Narty szły powietrzem równo, wąskim śladem. Rozpostarte ramiona chwyciły powietrze raz i drugi, głęboko, spokojnie, ruchem płynnym i zagarniającym. I nagle – rozpostarte ramiona stanęły w powietrzu nieruchomo. Napięta postać leżała na powietrzu tak spokojnie i tak pewnie, jakby znalazła w niem nikomu nieznane punkty podporu. Nieruchomo i majestatycznie szybował Ruud, jak orzeł rzeczywisty, uskrzydlony. Zagarnął lotem 75 m przestrzeni i spikował do lądowania. Krótkie, suche klap. Narty zetknęły się z ziemią, jakby na ziemi przestała obowiązywać siła tarcia, jakby tor ziemi był tylko przedłużeniem toru powietrza. Bez wahnięcia, bez zamącania równowagi skoczek śmignął w dół po śniegu opętanym szusem, prościutko stojąc na deskach, z rękami przylepionemi do ciała. W pełnym szusie zatoczył pół chrystianii w lewo – zmniejszył pęd. Zahamował jeszcze raz w prawo i wreszcie pełną chrystianią zatrzymał się na płaskim terenie stadionu. Runęły grzmoty oklasków, uzupełniając poprzednie przepotężne –o–o–o zdumienia.

Zdarzało mu się nawet, że przy okazji oddawania skoków narciarskich wykonywał salto w powietrzu, między innymi na skoczni w Los Angeles w 1938 roku.

## Kariera sportowa
Bracia Ruudowie latem zajmowali się gimnastyką, lekkoatletyką, kolarstwem górskim i nurkowaniem. Dzięki temu byli sprawniejsi od swych rywali na zimowych trasach. W Kongsbergu zorganizowali też ośrodek szkoleniowy na wysokim, jak na tamte czasy, poziomie. W 1926 społecznie zbudowali w tym mieście skocznię Hannibal; całkowity koszt jej postawienia wyniósł braci jedynie 26 koron, za które kupili dynamit. Obok domu Birgera powstał też nieduży stadion sportowy z kortem tenisowym i małym boiskiem piłkarskim. Obok niego wybudowano trampolinę do skoków do wody. Birger zalecał narciarzom, by grali w piłkę boso, co według niego doskonale wpływało na mięśnie stóp i czyniło je bardziej elastycznymi, a przede wszystkim wzmacniało stawy skokowe. Promował też wzmacniającą mięśnie gimnastykę. W ośrodku Ruudów przygotowywali się do sezonu zimowego najlepsi skoczkowie norwescy epoki. Każdego dnia musieli rozegrać minimum siedem setów w tenisie. Trening koncentracji polegał zaś na przebiegnięciu odpowiedniego dystansu i przecięcia wąskich, długich fragmentów papieru wzdłuż.

### Lata 1930–1931
Pierwszymi poważnymi międzynarodowymi zawodami, w których wystąpił osiemnastoletni wówczas Birger po zwycięstwie w mistrzostwach Norwegii juniorów w Trondheim w 1930 były seniorskie mistrzostwa świata w Oslo. Na Holmenkollbakken zajął 20. miejsce. Wziął również udział w konkursie inauguracyjnym na Tremplin du Châble w szwajcarskim Sainte-Croix.
18 stycznia 1931 na skoczni Odnesbakken w Odnes osiągnął odległość 76,5 m, co stanowiło wówczas rekord świata w długości skoku narciarskiego. Na tej samej skoczni wylądował też na 82 m, lecz skoku nie ustał. Blisko miesiąc później w niemieckim Oberhofie zdobył złoty medal i tytuł mistrza świata. Sukces dały mu skoki na 56,5 m i 58 m (rekord skoczni) oraz nota 236 pkt. Drugi Fritz Kaufmann stracił do niego 7,2 pkt.

### Igrzyska Olimpijskie 1932

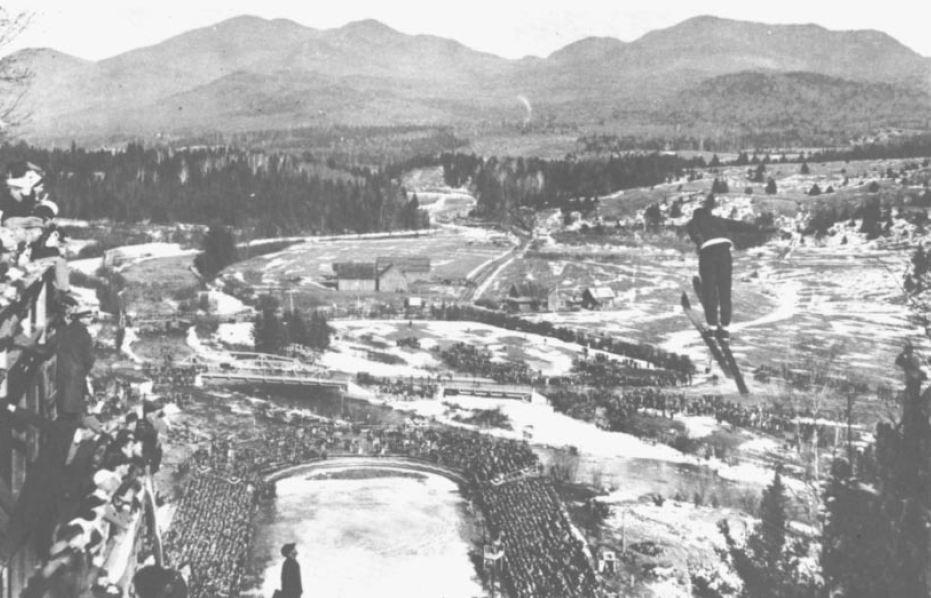
Birger Ruud podczas skoku w Lake Placid, 2 grudnia 1932

12 lutego 1932 w amerykańskim Lake Placid w strugach deszczu rozegrano konkurs skoków w ramach zimowych igrzysk olimpijskich. Zawody odbyły się w skrajnie trudnych warunkach: woda z roztopionego śniegu stworzyła na miękkim zeskoku kałużę, przez co wielu zawodników kończyło swe skoki upadkami, w niektórych miejscach spod śniegu wydobywał się lód, a wybieg kończył się amortyzującym wałem słomy. W pierwszej serii Ruud osiągnął w eleganckim stylu, z ograniczoną do minimum liczbą ruchów rąk odległość 66,5 m. Kolejni skoczkowie nie potrafili zbliżyć się do wyczynu Norwega. W końcu dłuższy skok oddał jego rodak Hans Beck – 71,5 m i wygrał pierwszą serię zawodów z blisko trzypunktową przewagą nad najgroźniejszym rywalem. W drugiej kolejce Ruud zaatakował jego pozycję i w ponownie świetnym stylu osiągnął 69 m. Beck, świadomy swej przewagi z pierwszej serii, oddał asekuracyjny skok na 63,5 m. Odległością tą przegrał jednak z Ruudem o 1,1 pkt. Trzeci Kåre Walberg stracił do zwycięzcy 8,6 pkt. Birger otrzymał także złoty medal i tytuł mistrza świata (Międzynarodowa Federacja Narciarska przyznawała medale trzem najlepszym zawodnikom igrzysk w konkurencjach narciarstwa klasycznego w latach 1924–1980). Narty z tego występu przeznaczył do muzeum narciarstwa w swej rodzinnej miejscowości.

### Lata 1933–1935
W mistrzostwach świata w roku 1933 w Innsbrucku Ruud, podobnie jak inni Norwedzy, protestujący przeciwko umieszczeniu przez FIS w programie zawodów konkurencji alpejskich, nie wystartował. Dzień po zakończeniu mistrzostw oddał na Bergisel skok na 74 m i pobił o 3,5 m rekord skoczni ustanowiony poprzedniego dnia podczas oficjalnego konkursu przez Marcela Reymonda i Josefa Gumpolda. W tamtym roku został też rekordzistą obiektu Aschberg w Klingenthalu – 52,5 m.
W lutym 1934 na czempionacie w szwedzkiej Sollefteå zajął trzynastą lokatę po skokach na 42 m i 55,5 m w warunkach niespodziewanej odwilży, która zmieniła rozbieg w wielką kałużę. O odległym miejscu w klasyfikacji zadecydowała słabsza pierwsza próba. Wkrótce potem wziął udział w Festiwalu Narciarskim w Holmenkollen, wygrywając konkurs skoków. 25 marca na Velikance w jugosłowiańskiej Planicy po raz drugi w życiu pobił rekord świata w długości skoku, osiągając z telemarkiem 92 m. Jego brat Sigmund skoczył 95 m, lecz nie zdołał swej próby ustać. Birger zwyciężył też w całych, trzydniowych zawodach lotów. Wygraną odniósł też w konkursie w szwajcarskim Andermatt, skacząc na rekordowe 66 m, a w niemieckim Penzbergu przeprowadził wykład na temat techniki skoków narciarskich.

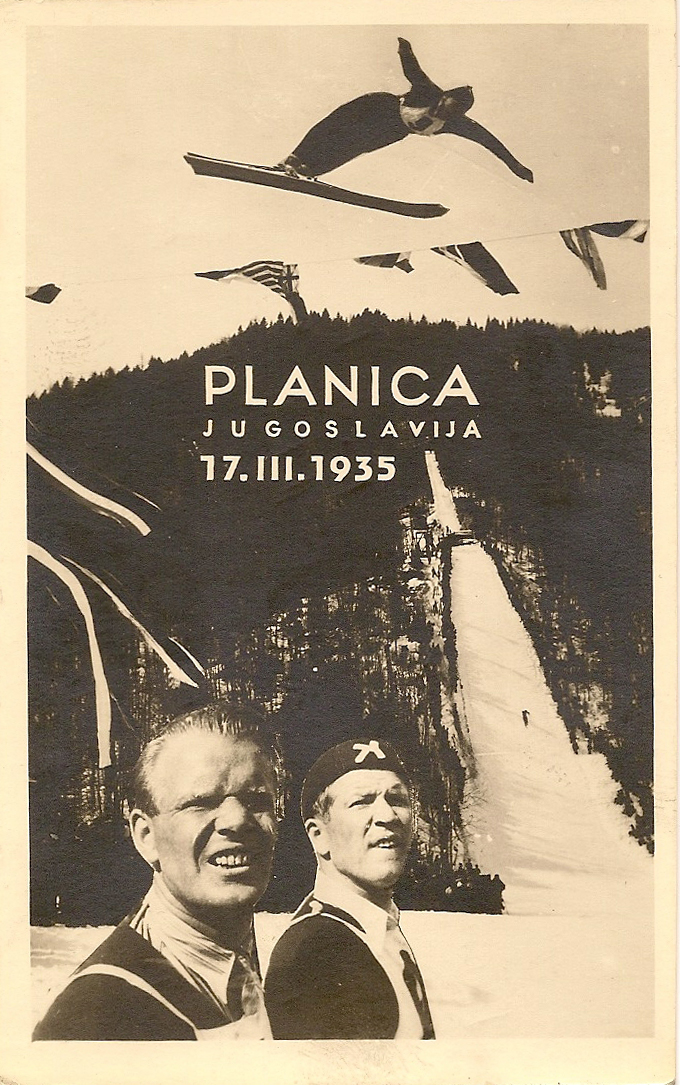
Bracia Ruudowie na plakacie reklamującym zawody skoków w Planicy w marcu 1935

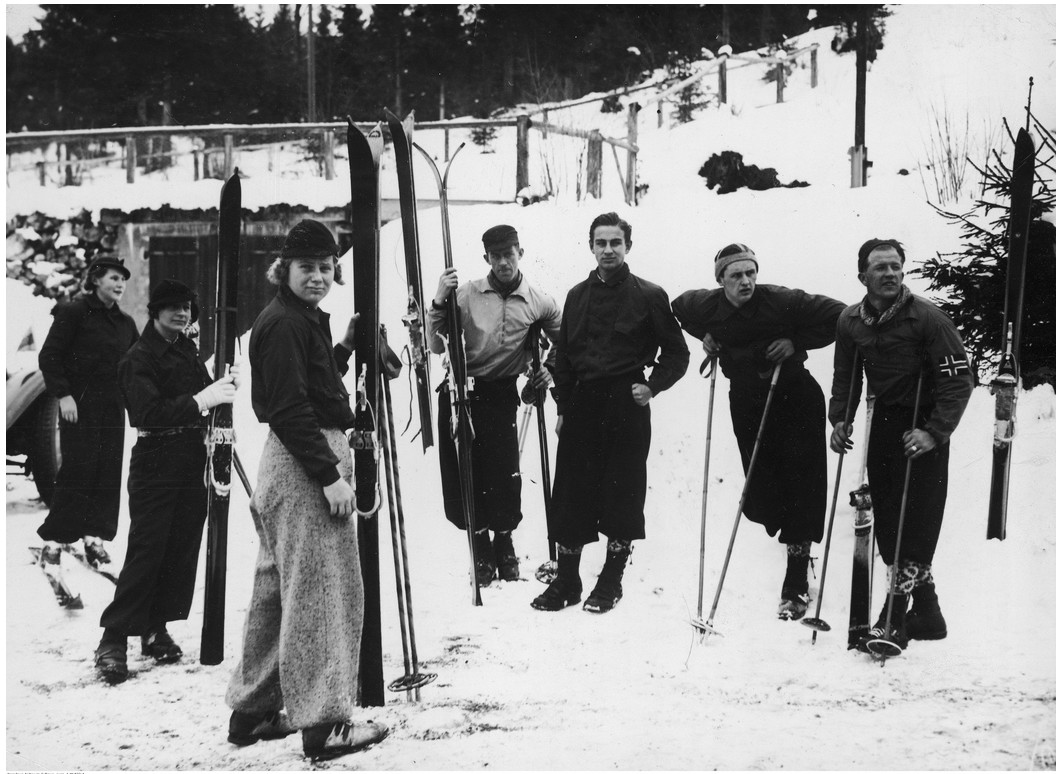
Reprezentacja Norwegii na IO 1936; Birger Ruud pierwszy z prawej

W styczniu 1935 wziął udział w konkursie otwarcia skoczni w Mittenwaldzie, a w lutym sięgnął po swój trzeci w karierze tytuł najlepszego skoczka świata. W czechosłowackich Wysokich Tatrach osiągnął 58 m oraz 57,5 m i z notą 231,7 pkt. zdystansował o 2,8 pkt. wicemistrza, a swego rodaka – Reidara Andersena. Następnie pojechał do Mürren, gdzie rywalizował w mistrzostwach świata alpejczyków. W slalomie był ósmy, w zjeździe czwarty (trzeci Willi Steuri był o sekundę szybszy od Norwega), a po zsumowaniu wyników z obu konkurencji otrzymał brązowy medal za trzecią pozycję w kombinacji. W marcu wygrał zawody skoków w Feldbergu; osiągnął wówczas 44 m, 53 m i 51 m.

### Igrzyska Olimpijskie 1936
Dwa tygodnie przed olimpiadą w Garmisch-Partenkirchen Ruud skacząc 74 m i 76 m przegrał na obiekcie olipijskim ze Szwedem Svenem Erikssonem o 6,7 pkt. Obu udało się też pobić rekord innej miejscowej skoczni, Kochelberg, poprawiając go na 71 m. Na igrzyskach Ruud wziął najpierw udział w kombinacji alpejskiej, w której był czwarty, choć z czasem 4:47,4 wygrał zjazd, w trakcie którego część trasy pokonał skokiem. W przejazdach slalomowych uzyskał osiemnasty i piąty czas, co dało mu w tej konkurencji szóstą lokatę. Po zsumowaniu wyników za zjazd i slalom jego strata do trzeciego w klasyfikacji Francuza Émile’a Allaisa wyniosła 1,31 pkt. Medal kosztowało Ruuda ominięcie bramki podczas slalomu. W ostatnim dniu igrzysk, 16 lutego, odbył się konkurs skoków, który obserwowało 200 tysięcy widzów. Skok na 75 m w dobrym stylu dał Norwegowi przodownictwo w pierwszej serii. Metr dalej wylądował Eriksson, który wyprzedził Ruuda o 0,6 pkt. Zawodnik z Kongsbergu w finale osiągnął w znakomitym stylu (noty 19,5 pkt., 19,0 pkt., 19,5 pkt.) 74,5 m. Szwed wylądował półtora metra dalej, lecz oceniony przez sędziów został znacznie gorzej od rywala i przegrał z nim różnicą 1,5 pkt.. Aż połowę z sześciu not w olimpijskim konkursie dla Norwega stanowiło 19,5 punktu. Ruud otrzymał też, podobnie jak cztery lata wcześniej, złoty medal i tytuł MŚ. Konkurs skoków w Ga–Pa został uznany za najlepszy w dotychczasowej historii igrzysk.
W tym samym roku Ruud ustanowił też rekordy skoczni w niemieckim Hinterzarten (71 m), Bad Freienwalde (40,5 m) oraz szwajcarskim Unterwasser (56 m). Skakał też w Hollerath. Na HSF w Oslo był tym razem czwarty. Po raz kolejny rywalizował w MŚ narciarzy alpejskich. Tym razem zajął czwartą pozycję w zjeździe ze stratą 1,4 s do trzeciego Heinza von Allmena, dziewiątą w slalomie i szóstą w kombinacji. W kwietniu zwyciężył w konkursie skoków w Engelbergu.

### Lata 1937–1940

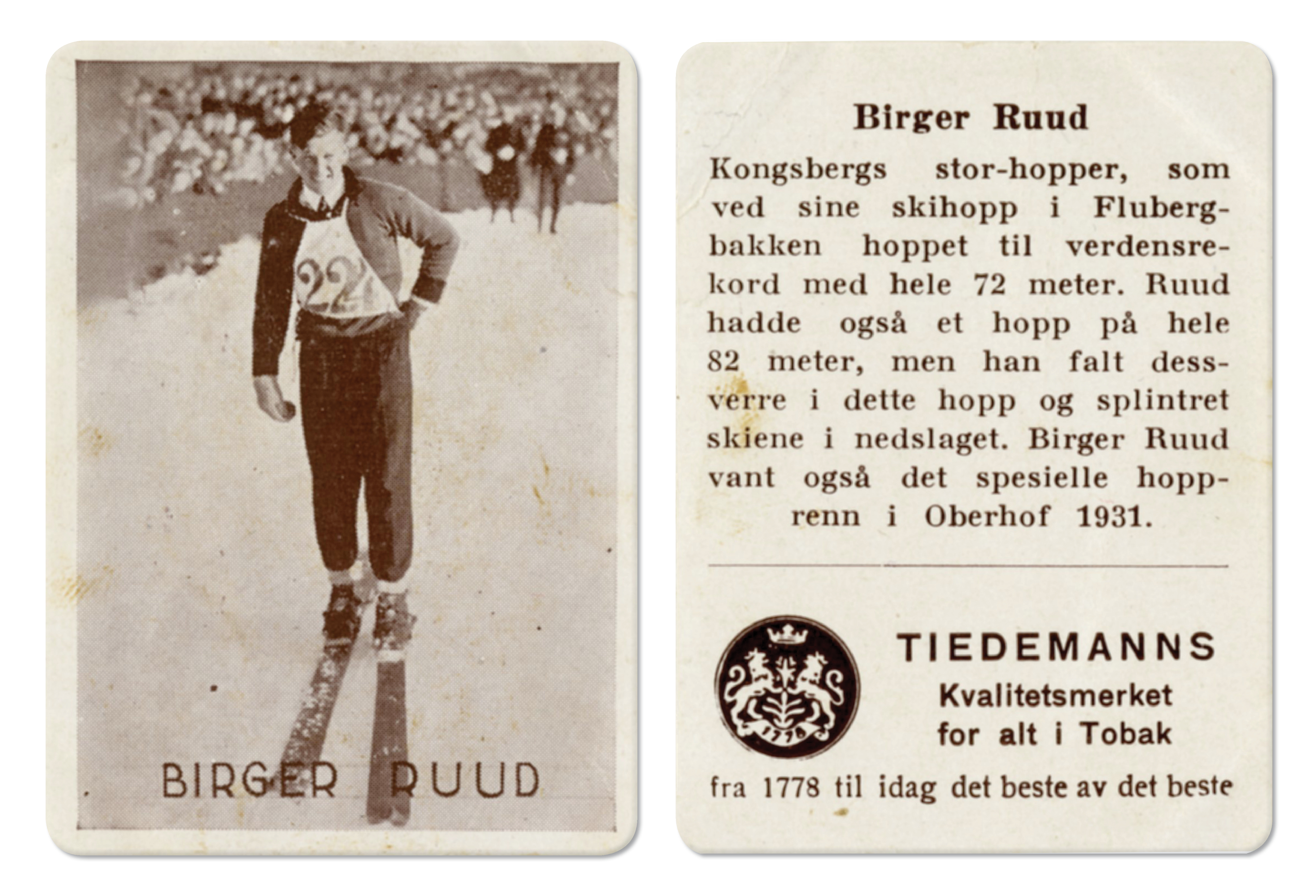
Karta kolekcjonerska z Birgerem Ruudem z serii kart ze zdjęciami norweskich sportowców dołączanych w okresie międzywojennym do paczek papierosów Tiedemanns

Na początku lutego 1937 zajął pierwsze miejsce w zawodach rozgrywanych w ramach Tygodnia Sportów Zimowych w Garmisch, dystansując drugiego w klasyfikacji Raymonda Sørensena o 16 punktów. Dziesięć dni później, w Chamonix zdobył piąty w swej karierze złoty medal mistrzostw świata. Dały mu go skoki na 60,5 m i 65,5 m (rekord obiektu). Drugi był znów Andersen, tym razem ze stratą 2,4 pkt. Konkurs skoków na Festiwalu w Oslo Ruud zakończył na trzeciej pozycji. Ustanowił też rekord skoczni w szwajcarskim Wengen (65 m). Po raz pierwszy w karierze stanął na podium mistrzostw Norwegii, zdobywając srebrny medal.
W 1938 razem z Sigiem Ullandem sięgnął w Stanach Zjednoczonych po tytuł mistrza tego kraju. Nie wystartował w zawodach FIS o mistrzostwo świata w Lahti.
Na zawodach w Zakopanem w 1939 Norweg nie zdołał już wygrać kolejnego czempionatu. Skoki na 72,5 m i 81,5 m (rekord Wielkiej Krokwi) dały mu tylko srebrny medal, o pół punktu za Josefem Bradlem z Niemiec. Podczas konkursu doszło do konfliktu między sędzią mierzącym długość skoku a kierownikiem drużyny niemieckiej. Sędzia zmierzył Bradlowi 78 m, Niemiec upierał się przy 80 m. Uwzględniono tę drugą odległość. Wyszło też na jaw, że niemiecki sędzia zawyżał Bradlowi oceny. Tamtej zimy Ruud startował jeszcze w konkursach w Lahti – zwycięstwo po skokach na 61 m i 68,5 m – oraz w Oslo (czwarta pozycja). Otworzył też swym skokiem nowy obiekt narciarski w Åmot, wygrał zawody na Narekollen w Nordagutu, a w Kristiansand  jedyny raz w swojej karierze zdobył tytuł mistrza Norwegii.
W 1940 wygrał zawody na nowo utworzonym obiekcie w Trondheim; sukces dał mu skok na 56 m, co było pierwszym rekordem tej skoczni. Najlepszy wynik w historii obiektu ustanowił też w szwedzkim Dals Långed – 53,5 m. W Raufoss zajął drugie miejsce w mistrzostwach kraju, a na holmenkollskim festiwalu był siódmy.

### II wojna światowa
Podczas II wojny światowej Ruud był przeciwnikiem niemieckiej okupacji i działał w norweskim ruchu oporu. Do współpracy próbował go przekonać komisarz Rzeszy Josef Terboven. Narciarz odmówił, co skutkowało wykluczeniem Ruuda z norweskiego świata sportowego. 25 lutego 1943 podczas udziału w nielegalnych zawodach narciarskich został wraz z bratem Sigmundem aresztowany, oskarżony o antynazistowskie poglądy i osadzony w obozie koncentracyjnym w Grini pod Oslo.
Po wojnie powrócił do narciarstwa. W 1947 po raz kolejny wystartował na festiwalu w Oslo, zajmując znów czwarte miejsce. W Tistedalen zdobył brązowy medal mistrzostw kraju. Rok później skakał też w zawodach w Bergen.

### Igrzyska Olimpijskie 1948

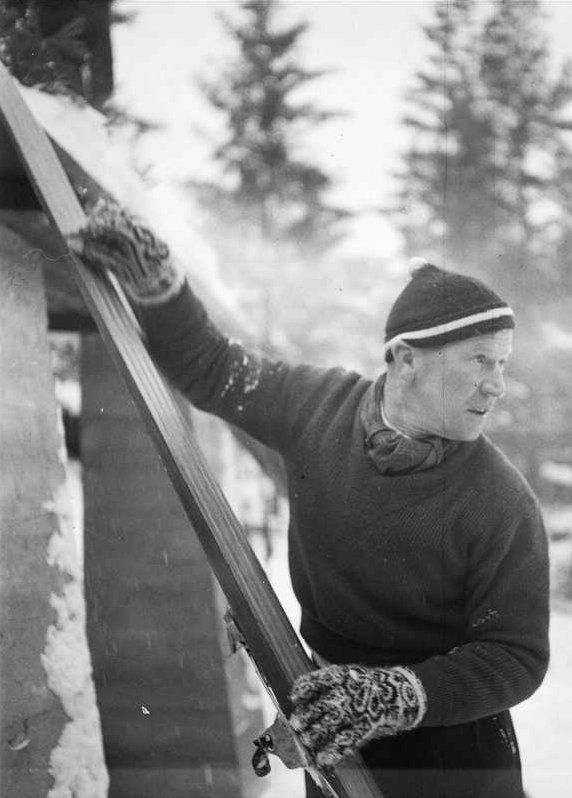
Birger Ruud w 1949

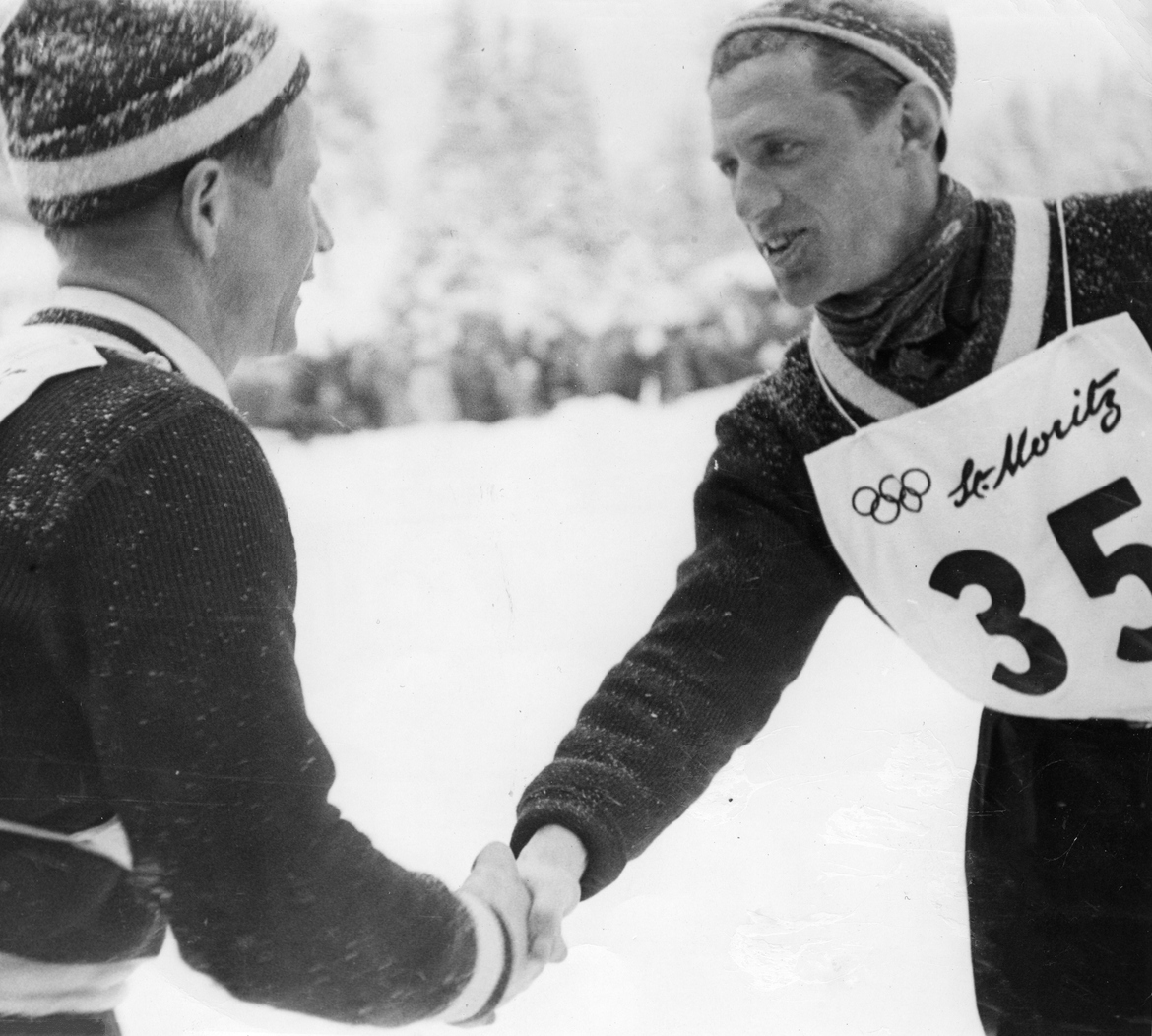
Birger Ruud (L) gratuluje olimpijskiego zwycięstwa Pettrowi Hugstedowi (7 lutego 1948)

30 stycznia 1948 Ruud pełnił rolę chorążego reprezentacji Norwegii podczas ceremonii otwarcia igrzysk w Sankt Moritz. 7 lutego w ramach rywalizacji olimpijskiej zorganizowano konkurs skoków. Wcześniej, na prośbę organizatorów, Ruud będący asystentem trenera norweskiej kadry oddał kontrolny skok na olimpijskim obiekcie. Jego próba była na tyle dobra, że wspólnie ze szkoleniowcem podjął decyzję o starcie w zawodach, zastępując przewidzianego do występu Georga Thranego, który dowiedział się o wycofaniu z konkursu o godzinie 22 w przeddzień rywalizacji. Sytuacja ta popsuła przyjacielskie stosunki między oboma zawodnikami. Broniący tytułu mistrza olimpijskiego Ruud w pierwszej kolejce skoczył tyle samo, co jego rodak Thorleif Schjelderup – 64 m, jednak dzięki zawyżonym notom za styl objął samodzielne prowadzenie. Metr dalej skoczył inny Norweg, Petter Hugsted, lecz przegrał z prowadzącym o 0,4 pkt. Obu Skandynawów pokonał Fin Matti Pietikäinen, osiągając 69,5 m i wyprzedzając obrońcę tytułu o 0,7 pkt. W drugiej rundzie Schjelderup i Ruud skoczyli po 67 m, jednak to ten drugi okazał się lepszym o 1,5 pkt. Amerykanin Gordon Wren osiągnął 68,5 m, lecz podobnie jak w pierwszej próbie otrzymał niskie oceny. Prowadzenie Ruudowi odebrał Hugsted skokiem na 70 m i lepszą od ustępującego mistrza o półtora punktu notą. Pietikäinen wylądował na 69 m i pomimo najdłuższej sumy odległości w konkursie zajął czwarte miejsce. Ruudowi wręczono też srebrny medal mistrzostw świata FIS.
Wyczyn Ruuda, który zdobył indywidualny olimpijski medal w skokach narciarskich w wieku 36 lat przetrwał jako rekord do 2014, kiedy to srebrny krążek w konkursie olimpijskim na Krasnej Polanie zdobył 41–letni Japończyk Noriaki Kasai.
W tym samym roku, w Lillehammer Ruud po raz ostatni stanął na podium mistrzostw Norwegii, dzieląc w tych zawodach trzecią pozycję ze Schjelderupem. Aktywną karierę sportową kontynuował jeszcze przez kilka lat. W 1951 w konkursie festiwalowym w Oslo został sklasyfikowany na 30. pozycji, w 1953 był 108. (przedostatni), a w 1955 zajął miejsce 113. Poza wymienionymi osiągnięciami był również m.in. rekordzistą skoczni w Goldau (67 m), Annaberg-Buchholz (41,5 m) i Johanngeorgenstadt (70 m).

## Po zakończeniu kariery

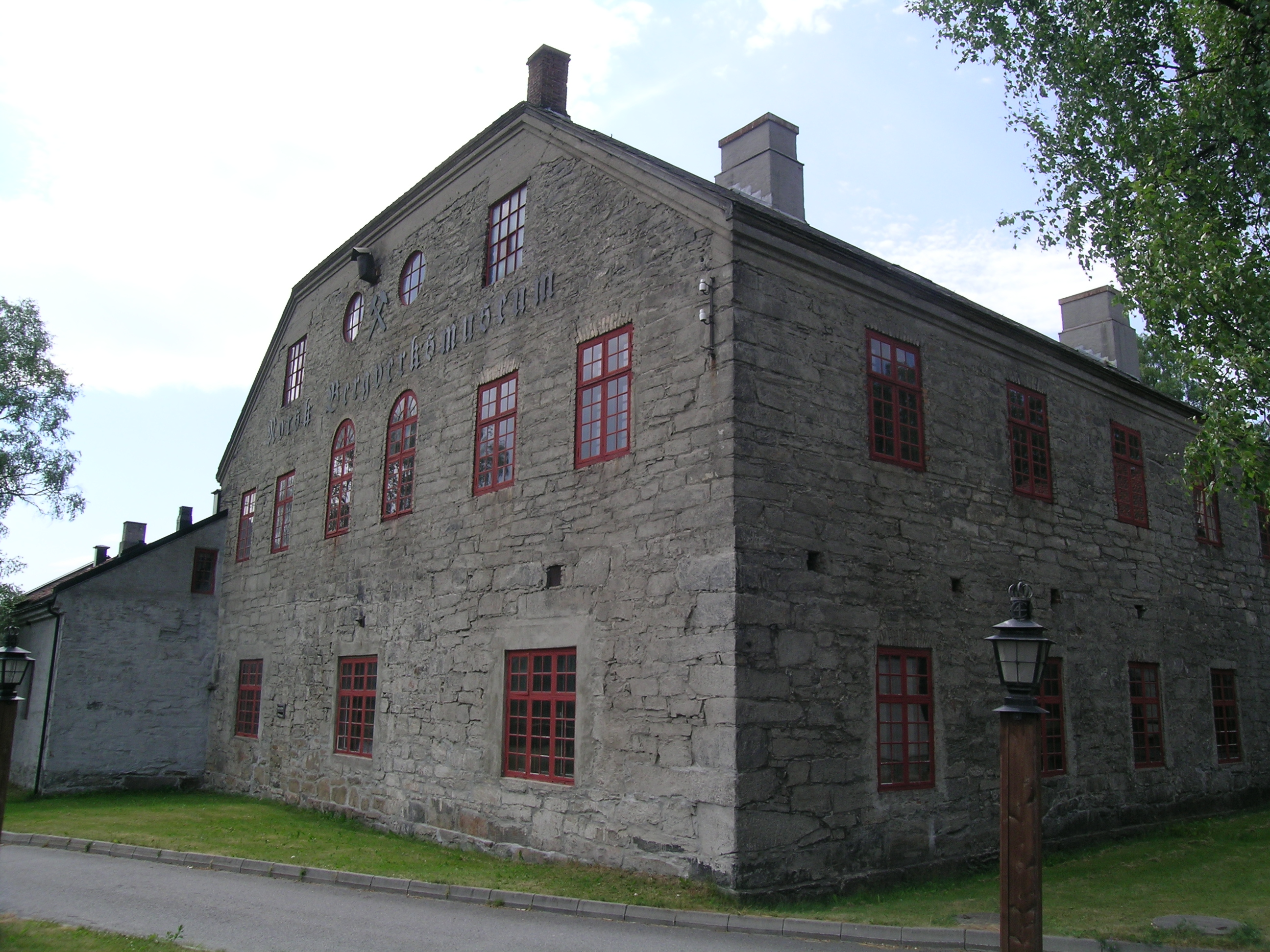
Budynek, w którym mieszczą się Norweskie Muzeum Górnictwa i Kongsbergskie Muzeum Narciarstwa

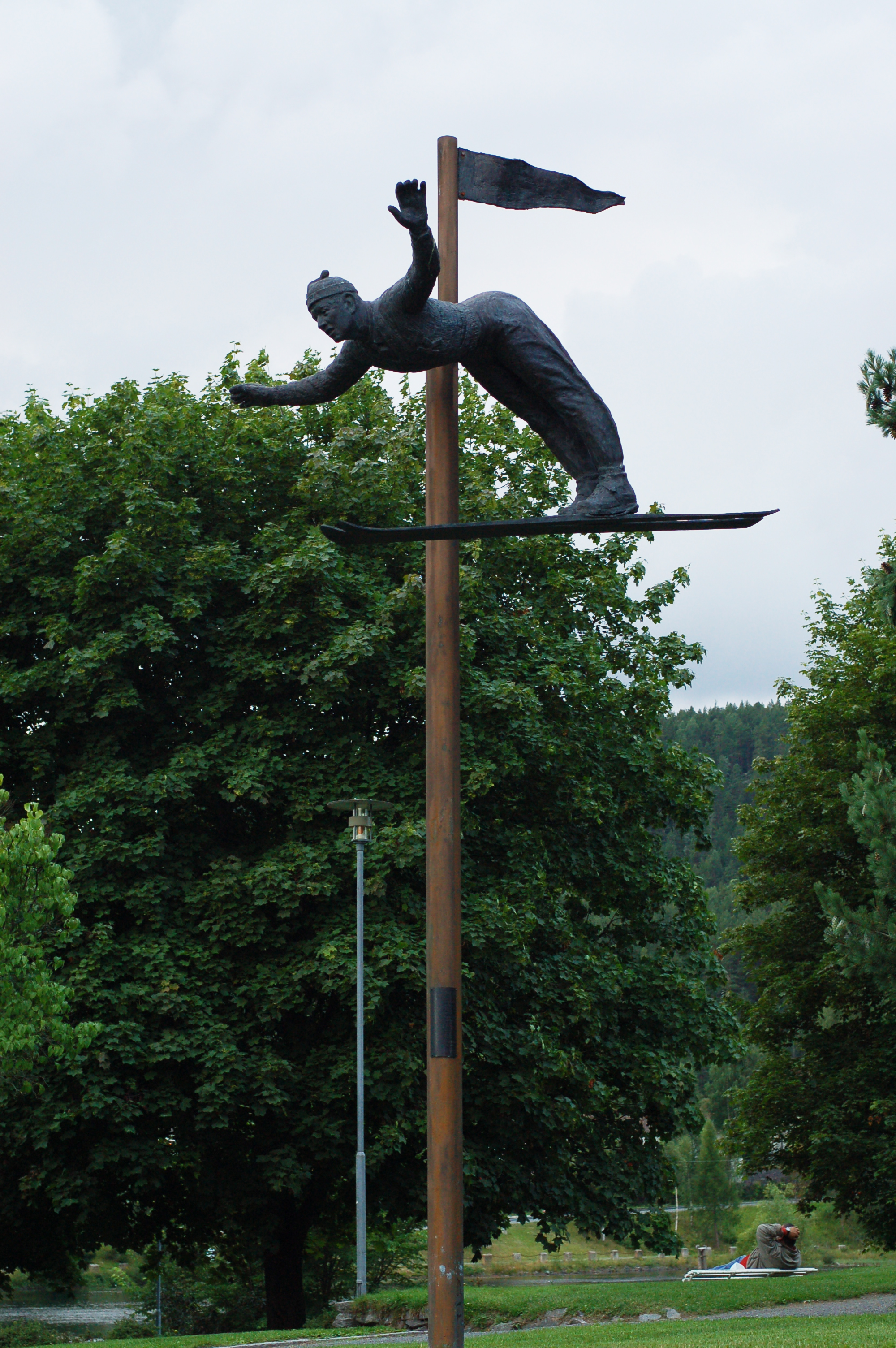
Rzeźba przedstawiająca Birgera Ruuda podczas skoku

Po zaprzestaniu aktywnej rywalizacji narciarskiej pozostał wielkim ambasadorem skoków, zachęcał dzieci do uprawiania sportu. W wieku 57 lat nadal potrafił wykonać salto na skoczni; w 1970 otworzył skokiem konkurs na skoczni w Garmisch–Partenkirchen. Był człowiekiem skromnym, nie wywyższającym się, co nie zmniejszało jego popularności. W 1956 na kongsberskim moście wzniesiono brązowy posąg Skiløperen, przedstawiający Ruuda, autorstwa Arnego Durbana.
13 maja 1987 król Norwegii Olaf V uroczyście otworzył zbudowane w centrum miasta przez Birgera Ruuda i Pettera Hugsteda i funkcjonujące do dziś muzeum narciarstwa Kongsberg Skimuseum. W jego zbiorach znajduje się ok. 5000 nagród i pamiątek sportowych (m.in. 11 złotych, 8 srebrnych i 4 brązowe medale z igrzysk olimpijskich i mistrzostw świata) zdobytych przez norweskich, w tym kongsbergskich narciarzy w latach 1924–1952. Kolekcje muzealne wzbogacają również eksponaty z lat późniejszych. Obiekt w początkowym okresie odwiedzało rocznie ok. 90 tysięcy osób.
Również w 1987 w mieście stanęła kolejna rzeźba przedstawiająca narciarza, wykonana tym razem przez Pera Unga.
W 1994 Ruud miał zapalić znicz olimpijski podczas ceremonii otwarcia zimowej olimpiady w Lillehammer, lecz z powodu jego kłopotów z sercem zastąpił go 20–letni książę Haakon.
Birger Ruud zmarł w swym rodzinnym mieście 13 czerwca 1998 w wieku 86 lat. Był pierwszym norweskim sportowcem, któremu urządzono pogrzeb państwowy (jako drugą uhonorowano w ten sposób w 2011 Grete Waitz). W 1999 wiedeńska grupa muzyczna Christoph und Lollo nagrała napisaną przez Lollo Pichlera piosenkę Der Tag, als Birger Ruud starb. W rodzinnej miejscowości skoczka znajduje się ulica jego imienia.

## Osiągnięcia w skokach narciarskich

### Igrzyska olimpijskie
Birger Ruud jest zdobywcą dwóch złotych i jednego srebrnego medalu olimpijskiego. Biorąc pod uwagę indywidualne krążki ustępuje w klasyfikacji wszech czasów tylko Simonowi Ammannowi, Mattiemu Nykänenowi i Kamilowi Stochowi. Sumując medale drużynowe Norwega wyprzedzają też Jens Weißflog oraz Thomas Morgenstern. W porównaniu z wymienionymi zawodnikami Ruud miał jednak na każdej olimpiadzie tylko jedną szansę na podium, powyżsi rywale zaś trzy.
| Miejsce | Dzień     | Rok  | Miejscowość            | Skocznia            | Skok 1 | Skok 2 | Nota      | Strata  | Zwycięzca      |
| ------- | --------- | ---- | ---------------------- | ------------------- | ------ | ------ | --------- | ------- | -------------- |
| 1.      | 12 lutego | 1932 | Lake Placid            | MacKenzie Intervale | 66,5 m | 69,0 m | 228,1 pkt | –       | –              |
| 1.      | 16 lutego | 1936 | Garmisch-Partenkirchen | Wielka Olimpijska   | 75,0 m | 74,5 m | 232,0 pkt | –       | –              |
| 2.      | 7 lutego  | 1948 | Sankt Moritz           | Olimpijska          | 64,0 m | 67,0 m | 226,6 pkt | 1,5 pkt | Petter Hugsted |

### Mistrzostwa świata
Od 1924 do 1980 medale zdobywane przez narciarzy klasycznych na igrzyskach olimpijskich były podstawą do przyznawania im przez FIS medali mistrzostw świata. Tym samym Ruud jest najbardziej utytułowanym skoczkiem w historii mistrzostw – zdobył pięć złotych i dwa srebrne medale. Biorąc pod uwagę tylko występy na MŚ, trzy złote i jeden srebrny medal Ruuda sytuowałyby go w klasyfikacji wszech czasów na drugim miejscu, za Adamem Małyszem. Tylko Polak ma w dorobku więcej od Norwega złotych krążków zdobytych na tej imprezie (cztery).
| Miejsce | Dzień     | Rok  | Miejscowość   | Skocznia       | Skok 1 | Skok 2 | Nota      | Strata   | Zwycięzca          |
| ------- | --------- | ---- | ------------- | -------------- | ------ | ------ | --------- | -------- | ------------------ |
| 20.     | 28 lutego | 1930 | Oslo          | Holmenkollen   | ? m    | ? m    | ? pkt     | ? pkt    | Gunnar Andersen    |
| 1.      | 15 lutego | 1931 | Oberhof       | Thüringen      | 56,5 m | 58,0 m | 236,0 pkt | –        | –                  |
| 13.     | 25 lutego | 1934 | Sollefteå     | Hallsta        | 42,0 m | 55,5 m | 215,1 pkt | 13,4 pkt | Kristian Johansson |
| 1.      | 13 lutego | 1935 | Wysokie Tatry | Jarolimak      | 58,0 m | 57,5 m | 231,7 pkt | –        | –                  |
| 1.      | 12 lutego | 1937 | Chamonix      | Le Mont        | 60,5 m | 65,5 m | 233,8 pkt | –        | –                  |
| 2.      | 19 lutego | 1939 | Zakopane      | Wielka Krokiew | 72,5 m | 81,5 m | 224,2 pkt | 0,5 pkt  | Josef Bradl        |

### Inne prestiżowe zawody
- Mistrzostwa Norwegii Juniorów 1930 – 1. miejsce
- Mistrzostwa Norwegii 1937 – 2. miejsce
- Mistrzostwa Norwegii 1939 – 1. miejsce
- Mistrzostwa Norwegii 1940 – 3. miejsce
- Mistrzostwa Norwegii 1947 – 3. miejsce
- Mistrzostwa Norwegii 1948 – 3. miejsce
- Festiwal Narciarski w Holmenkollen 1934 – 1. miejsce
- Festiwal Narciarski w Holmenkollen 1936 – 4. miejsce
- Festiwal Narciarski w Holmenkollen 1937 – 3. miejsce
- Festiwal Narciarski w Holmenkollen 1939 – 4. miejsce
- Festiwal Narciarski w Holmenkollen 1940 – 7. miejsce
- Festiwal Narciarski w Holmenkollen 1947 – 4. miejsce
- Festiwal Narciarski w Holmenkollen 1951 – 30. miejsce
- Festiwal Narciarski w Holmenkollen 1953 – 108. miejsce
- Festiwal Narciarski w Holmenkollen 1955 – 113. miejsce
- Zawody w Planicy 1934 – 1. miejsce
- Zawody w Feldbergu 1935 – 1. miejsce
- Tydzień Sportów Zimowych w Garmisch 1937 – 1. miejsce
- Mistrzostwa Stanów Zjednoczonych 1938 – 1. miejsce (ex aequo z Sigiem Ullandem)
- Zawody w Lahti 1939 – 1. miejsce

## Osiągnięcia w narciarstwie alpejskim

### Igrzyska olimpijskie
| Miejsce | Dzień    | Rok  | Miejscowość            | Konkurencja | Zjazd (czas)        | Slalom (czas)      | Wynik końcowy | Strata   | Zwycięzca   |
| ------- | -------- | ---- | ---------------------- | ----------- | ------------------- | ------------------ | ------------- | -------- | ----------- |
| 4.      | 9 lutego | 1936 | Garmisch-Partenkirchen | Kombinacja  | 100,00 pkt (4:47,4) | 86,75 pkt (2:49,0) | 93,38 pkt     | 5,87 pkt | Franz Pfnür |

### Mistrzostwa świata
| Miejsce | Dzień        | Rok  | Miejscowość | Konkurencja | Czas/wynik końcowy | Strata   | Zwycięzca       |
| ------- | ------------ | ---- | ----------- | ----------- | ------------------ | -------- | --------------- |
| 8.      | 24 lutego    | 1935 | Mürren      | Slalom      | 1:46,1             | 9,0      | Anton Seelos    |
| 4.      | 25 lutego    | 1935 | Mürren      | Zjazd       | 3:32,2             | 1,8      | Franz Zingerle  |
| 3.      | 24–25 lutego | 1935 | Mürren      | Kombinacja  | 95,66 pkt          | 0,97 pkt | Anton Seelos    |
| 4.      | 21 lutego    | 1936 | Innsbruck   | Zjazd       | 4:45,0             | 15,2     | Rudolf Rominger |
| 9.      | 22 lutego    | 1936 | Innsbruck   | Slalom      | 2:18,1             | 15,0     | Rudolph Matt    |
| 6.      | 21–22 lutego | 1936 | Innsbruck   | Kombinacja  | 471,8 pkt          | 28,4 pkt | Rudolf Rominger |